# Алкужи
Алкужи — село в Моршанском районе Тамбовской области России. Административный центр Алкужборковского сельсовета.

## География
Село находится на реке Цна, на расстоянии 14 км к северу от города Моршанск, административного центра района, и 97 км к северу от города Тамбов, административного центра области.

## Население
| 2002 | 2010 |
| ---- | ---- |
| 347  | ↘295 |

### Национальный состав
Согласно результатам переписи 2002 года, в национальной структуре населения русские составляли 98 % из 347 чел.